# Nam Giang, Ba Trung
Nam Giang (chữ Hán giản thể: 南江县, Hán Việt: Nam Giang huyện) là một huyện thuộc địa cấp thị Ba Trung, tỉnh Tứ Xuyên, Cộng hòa Nhân dân Trung Hoa. Huyện này có diện tích 3383 km2, dân số năm 2002 là 620.000 người. Huyện Nam Giang được chia thành các đơn vị hành chính gồm 11 trấn, 37 hương.
- Trấn: Nam Giang, Sa Hà, CHính Trực, Đại Hà, Trường Xích, Lạc Bá, Đào Viên, Đông Du, Hạ Lưỡng, Cản Trường, Dương Bá.
- Hương: Phượng Nghi, Chu Công, Hắc Đàm, Hòa Bình, Song Lưu, Nguyên Đàm, Cao Kiều, Bình Cương, Nhân Hòa, Thạch Than, Quan Môn, Hưng Mã, Bắc Cực, Quan Lộ, Quan Điền, Hồng Nham, Kiều Đình, Quý Dân, Sa Bá, Liễu Loan, Vị Than, Thượng Lưỡng, Quan Bá, Bình Hà, Lưu Bá, Xích Khê, Yến San, Bát Miếu, Cao Tháp, Đoàn Kết, Hồng Quang, Phó Gia, Hồng Tứ, Thiên Trì, Hầu Gia, Song Quế, Trại Pha.